# アウトワード・バウンド
アウトワード・バウンド（Outward Bound）は、ドイツ出身の教育者クルト・ハーンが第二次世界大戦中に亡命先のイギリスで、1941年にローレンス・ホルトの助けを得て開校した世界で初めてのアウトドア活動のための短期スクール。また、その運営主体の名称を指す。個々の学校は、アウトワード・バウンド・スクール・○○と最後に所在場所をつけて命名されていてOBSと略される。

## 概要
1941年に、海運業者ローレンス・ホルトとドイツ人教育者クルト・ハーンによって英国ウェールズのアヴァードベイ（Aberdovey）に作られたものが最初の学校で、ヨット訓練などを通して相互の信頼とチームワークを培う青少年の社会教育施設だった。創立に当たっては、イギリス王室のエジンバラ公の助力があり、王室の師弟もここに学んでいることはよく知られている。
「アウトワード・バウンド」は「出港準備が出来た」という意味の海事用語で、「いつ何時、事が起きても対処できるだけの準備を」という意味で付けられたもの。
イギリスでは、ボーイスカウト、4Hクラブなどと並んで青少年の社会教育の三本柱のひとつといわれている。
その後、世界各地に広がり野外活動、サバイバル訓練などの学校として、海難訓練、グライダー、カヌー、マウンテンバイク、スキー、ロッククライミングなど幅広く訓練の領域は広がってきた。普通の青少年だけでなく、非行少年の更生プログラム、家族対象のコースを設けているところもある。日本にも支部が作られたが、当初は旧イギリス連邦構成国が主体だった。27ヵ国、35校があり、生徒は毎年10万人以上が訪れる。
クルト・ハーンは、アウトワード・バウンドの精神を異文化理解教育に発展させ、ウェールズにあるアトランティック・カレッジ（後のUWCイギリス校）、そして国際教育組織UWCの設立に寄与した。